# Сінгапур на літніх Олімпійських іграх 1948
На XIV літніх Олімпійських іграх, що проходили у Лондоні у 1948 році, Сінгапур брав участь вперше за свою історію. Країна була представлена єдиним спортсменом — легкоатлетом Ллойдом Вальбергом, який змагався у стрибках у висоту. Жодних медалей Сінгапур не здобув.

## Легка атлетика
| Спортсмен      | Змагання         | Кваліфікація | Кваліфікація | Фінал     | Фінал |
| Спортсмен      | Змагання         | Результат    | Місце        | Результат | Місце |
| -------------- | ---------------- | ------------ | ------------ | --------- | ----- |
| Ллойд Вальберг | стрибки у висоту | 1.87 м       | Q            | 1.80 м    | 14    |